# Cyathea brooksii
Cyathea brooksii är en ormbunkeart som beskrevs av William Ralph Maxon. Cyathea brooksii ingår i släktet Cyathea och familjen Cyatheaceae. Inga underarter finns listade.